# Caroline Leigh Gascoigne
Caroline Leigh Gascoigne (gas-koin′; * 2. Mai 1813 als Caroline Smith; † 11. Juni 1883) war eine englische Schriftstellerin des viktorianischen Zeitalters, die in den Gattungen der Prosa und Lyrik wirkte.
Die Tochter des Politikers John Smith (1767–1842) heiratete 1834 den General und Politiker Ernest Frederick Gascoigne (1796–1867). Ab den späten 1830er Jahren war sie schriftstellerisch tätig. Sie publizierte mehrere Romane und mindestens zwei Gedichtbände; 1865 beteiligte sie sich „wahrscheinlich“ mit der Geschichte To Be Taken and Tried an der von Charles Dickens zusammengestellten Sonderausgabe Doctor Marigold’s Prescriptions des Magazins All the Year Round. Ihr Bruder war der Bankier und Politiker Martin Tucker Smith (1803–1880); mit General Gascoigne hatte sie zudem zwei Töchter und zwei Söhne, darunter den späteren General William Julius Gascoigne (1844–1926). Bei ihrem Tod 1883 hinterließ sie ein Vermögen von 40.000 £, das sie an ihre Familie vermachte. Die Literaturwissenschaftlerin Deborah A. Thomas ordnete sie 1974 als „unbekannte Romanautorin“ ein.

## Werke
Prosa
- Temptation; Or, A Wife’s Perils. Drei Bände. Henry Colburn, London 1839.
- The School for Wives. Drei Bände. Henry Colburn, London 1841.
- Evelyn Harcourt: A Novel. Drei Bände. Henry Colburn, London 1847.
- Spencer’s Cross Manor House: A Tale for Young People. Charles Westerton, London 1852.
- The Next-Door Neighbours. Drei Bände. Hurst and Blackett, London 1855.
- Doctor Harold. Drei Bände. Hurst and Blackett, London 1866.
- Aunt Prue’s Railway Journey. Frederick Warne, London 1866.
- Dr. Harold’s Note-Book. Longmans, Green & Co., London 1869.

Lyrik
- Belgravia: A Poem. Charles Westerton, London 1851.
- Recollections and Tales of the Crystal Palace. William Shoberl, London 1852.

Weitere Werke
- In Memoriam. By the Wife of Ernest Frederick Gascoigne. Wyman & Sons, London 1878.